# Hotărel, Bihor
Hotărel este un sat în comuna Lunca din județul Bihor, Crișana, România.
Situat la 1 km de orașul Ștei, satul este în formă de cruce, fiind străbătut de o vale. 
Satul este atestat documentar din anul 1527 (Hathar).
Are o populație de 379 locuitori, 97 gospodării și un spațiu de locuit de 4.911 mp.

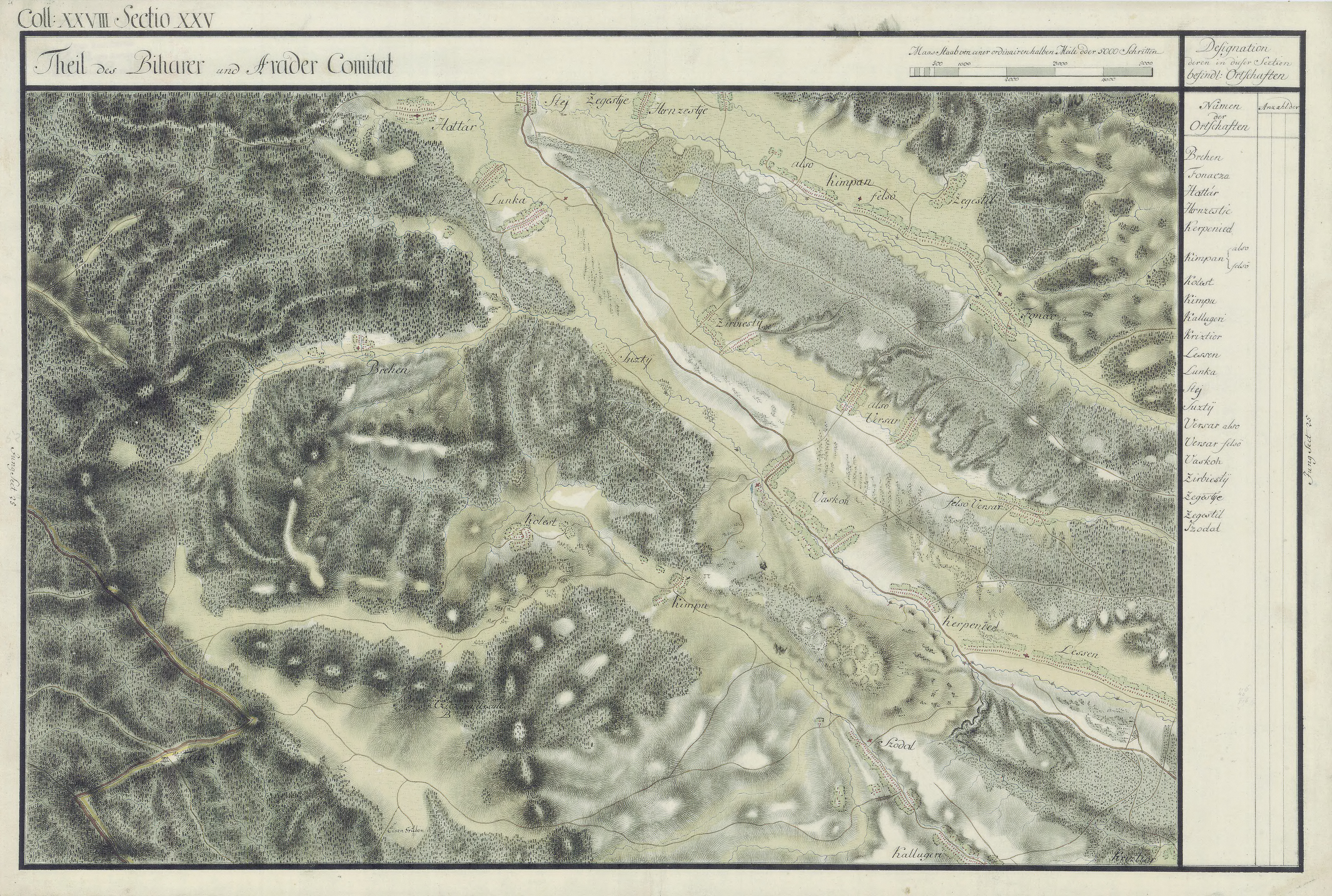
Hotărel în Harta Iozefină a Comitatului Bihor, 1782-85

 Acest articol despre o localitate din județul Bihor este deocamdată un ciot. Puteți ajuta Wikipedia prin completarea lui.